# Mesorregión del Nordeste Paraense
La mesorregión del Nordeste Paraense es una de las seis mesorregiones del estado brasileño del Pará. Está conformada por la unión de 49 municipios agrupados en cinco microrregiones. 

## Microrregiones
- Bragantina
- Cametá
- Guamá
- Salgado
- Tomé-Açu

- Datos: Q2395970